# Sahra Mirow
Sahra Mirow (nascida a 10 de Janeiro de 1984 em Lübeck) é uma política alemã que foi eleita membro do Bundestag em 2025. Sahra desempenha funções como co-porta-voz da Esquerda em Baden-Württemberg desde 2018.